# Киста поджелудочной железы
Киста поджелудочной железы (от греч. kýstis — пузырь) — патологическая полость, возникшая в ткани поджелудочной железы, содержащая панкреатический секрет и тканевой детрит.
Кисты поджелудочной железы разделяют на врождённые, истинные и приобретённые, то есть ложные псевдокисты. Истинные кисты имеют внутреннюю эпителиальную выстилку. Стенки псевдокист лишены такой выстилки и состоят из фиброзной ткани.
Причины приобретённых кист — острый и хронический панкреатит, травма поджелудочной железы и её протоков, кровоизлияния в паренхиму ПЖ. При остром панкреатите кисты образуются на месте очагов некроза паренхимы железы и в парапанкреатической клетчатке.

## Формирование псевдокисты
В формировании псевдокисты поджелудочной железы различают 4 периода (Карагюлян Р. Г. 1974):
1-я стадия (до 4-6 недели от начала панкреатита) — возникновения кисты. В панкреатическом инфильтрате формируется начальная полость кисты;
2-я стадия (2-3 мес от начала панкреатита) — начало формирования капсулы. Стенка кисты рыхлая, легко рвется;
3-й период (до 6 мес) — завершение формирования капсулы. Стенка кисты состоит из плотной фиброзной ткани.
4-й период (6 −12 мес) — обособления кисты. Киста становится подвижной и легко отделяется от окружающих тканей.
В 1 и 2 стадии киста считается формирующейся в 3 и 4-й стадии — сформированной.

## Клиническая картина
Наличие болей неопределённого характера в верхней части живота, наличие пальпируемого образования, чувство тяжести в животе.
Осложнения псевдокист:
- механическая желтуха,
- нагноение кисты,
- прорыв кисты в полость брюшины,
- прорыв кисты в плевральную полость,
- прорыв кисты в соседние органы брюшной полости
- кровотечение в полость кисты.

## Диагностика
При диагностике кисты поджелудочной железы используют неинвазивные и инвазивные методы. Из неинвазивных методов наиболее информативные — ультразвуковое исследование, рентгенокомпьютерная томография, магнитно-резонансная томография; среди инвазивных — чрескожная пункция и аспирация.

## Лечение
Выбор лечебной тактики зависит от стадии формирования кисты, связи кисты с протоком ПЖ, наличия осложнений.
Консервативное лечение применяется при кистах малых размеров, наличии активного воспалительного процесса в поджелудочной железе, несформированных кистах.
Применяется несколько видов хирургического лечения кист: открытые операции, чрескожные пункционные и видеоэндоскопические методы.
При формирующейся псевдокисте метод выбора — чрескожная пункция или чрескожное пункционное дренирование. Сформированная псевдокиста подлежит оперативному лечению либо чрескожному дренированию.
При сообщении кисты с протоком поджелудочной железы показано выполнение пункционного Цистогастроанастомоза, эндоскопического Цистогастроанастомоза или открытой операции. При развитии осложнений кист поджелудочной железы показана срочная операция.